# خفاش سه‌رنگ
خفاش سه‌رنگ (نام علمی: Myotis tricolor) نام یک گونه از سرده خفاش گوش‌موشی است.